# Ile lat...
Ile lat... – drugi album Natural Dread Killaz wydany 27 września 2010. Nagrania dotarły do 45. miejsca listy OLiS.

## Lista utworów
1. NDK
2. Bacz na słowa
3. Ratata
4. Pusta kiermana
5. Muzyki, światy, piękny
6. Integracja
7. Wciąż to samo
8. Intro fatamorgana
9. Fatamorgana
10. Agresja
11. Wydaj płytę
12. NIE!Legalna
13. Skit polityczny
14. Politycy
15. Wojownicy ulicy
16. Pusta kiermana RMX